# Anigrus nigricans
Anigrus nigricans är en insektsart som först beskrevs av Matsumura 1914.  Anigrus nigricans ingår i släktet Anigrus och familjen Meenoplidae. Inga underarter finns listade i Catalogue of Life.